# Holotrichia costipennis
Holotrichia costipennis är en skalbaggsart som beskrevs av Moser 1912. Holotrichia costipennis ingår i släktet Holotrichia och familjen Melolonthidae. Inga underarter finns listade i Catalogue of Life.